# The Donnas
The Donnas este o formație americană de hard rock și a fost fondată la 1993 în orașul Palo Alto, California.

## Pauză
Din anul 2012, trupa The Donnas a intrat în "hiatus", grupul a luat pauză pe o durată nedeterminată.

## Membrii formației
Membrii formației sunt:

### Membri actuali
- Brett Anderson (1993-)
- Allison Robertson (1993-)
- Maya Ford (1993-)
- Amy Cesari (2009-)

### Foști membri
- Torry Castellano (1993-2009)

## Discografie

### Albums
- The Donnas (1997)
- American Teenage Rock 'n' Roll Machine (1998)
- Get Skintight (1999)
- The Donnas Turn 21 (2001)
- Spend the Night (2002)
- Gold Medal (2004)
- Bitchin' (2007)

## Legaturi externe
- The Donnas la MySpace
- Pagina oficială pe Facebook